# Бане Крстић
Бранислав Бане Крстић (Нови Сад, 15. фебруар 1962) српски и југословенски је кантаутор и песник. Био је члан групе „Па шта“ коју је основао 1980. године. „Гарави сокак“ оснива 1989. године када стиче ширу популарност у Југославији. Публици је познат по комбиновању војвођанског мелоса са више врста забавне музике.

## Биографија
Бранислав Крстић је рођен 15. фебруара 1962. године, у Новом Саду, у породици оца Слободана Крстића по професији аутомеханичара и мајке Милице Крстић по професији кројачица из Госпођинаца. Његов стриц је био владика будимски Данило Крстић. Завршио је Средњу машинску школу у Новом Саду и апсолвирао на Пољопривредном факултету у Новом Саду.

## Музичка каријера
Од 1989. године као комплетан аутор музике, певач и гитариста „Гаравог сокака“, објавио је преко девет албума. Рачунајући и оне компилацијске, изашло је преко петнаест албума.
На својим концертима неколико пута су напунили београдски „Центар Сава“, Дом синдиката, новосадско Српско народно позориште. Свирали су и на турнејама у Канади и Аустралији.
У новембру 2023. Бане Крстић и његова група „Гарави сокак“ наступили су на отварању банкомата Поштанске штедионице у Каравукову у општини Оџаци, а затим у децембру  и на отварању експозитуре у Ветернику.

## Политички ангажман
2019. године на једанаестој прослави годишњице Српске напредне странке у Новом Саду Бане Крстић и „Гарави сокак“ певају песму „Биће боље ако будеш ту“, и честитали су славу и страначки рођендан СНС-у.